# Завичајни музеј у Брекову
Завичајни етнолошки музеј основан је 1980. године од стране житеља Брекова, Михаила Гавриловића који је музеј сместио у приземљу своје куће. 

## Збирка
Етнолошка збирка садржи од 800-1000 предмета сакупљаних деценијама. Експонати су  алат, ковани новац, одевни предмети, прибор за јело и прибор за рад старих заната и оруђа у пољопривреди. У експонате је сврстана и прангија којом су Брековци оглашавали мобилизацију, верске празнике, народне саборе и отварање школе. Међу предметима је и стара кубура из Јаворског рата (1876), сабља, бритва, јаворове гусле, мачета и мноштво других предмета.
Комплетна збирка експоната из музеја у Брекову је завештана цркви Св. Николе.